# Haroun Kabadi
Haroun Kabadi, né le 29 avril 1949 à Dindjebo (Tchad), est un homme d'État tchadien. Il est Premier ministre de juin 2002 à juin 2003 puis président de l'Assemblée nationale du 23 juin 2011 au 20 avril 2021. Il est membre du Mouvement patriotique du salut (MPS).

## Biographie
De janvier 1998 à juillet 1998, il est ministre des Communications et porte-parole du gouvernement. Il est ensuite directeur général de la Société cotonnière du Tchad, société cotonnière parapublique, avant d'être nommé Premier ministre du 12 juin 2002 à juin 2003.
Le 4 novembre 2019, l'escorte du président Kabadi blesse mortellement par balle un motocycliste. Cette mort provoque l'indignation de la population, certains vont jusqu'à demander la démission du Kabadi,.
À la mort du président Idriss Déby en avril 2021, Kabadi, en tant que président de l'Assemblée nationale, est constitutionnellement chargé d'assurer l'intérim à la présidence. Toutefois, il ne demande pas à exercer cette fonction et laisse Mahamat Idriss Déby, fils du président décédé et président du Conseil militaire de transition, se proclamer président. Kabadi est critiqué pour avoir refusé de suivre la constitution.
Le 12 juin 2021, le secrétaire général du Mouvement patriotique du salut (MPS) Mahamat Zen Bada Abbas est remplacé par Haroun Kabadi.
En octobre 2021, la junte met en place un Conseil national de transition servant de parlement pendant la période appelée « transition », période devant durer jusqu'à l'organisation d'élections, et Kabadi en est élu président.
En janvier 2024, Kabadi est remplacé « pour raisons de santé » au poste de secrétaire général du MPS par Mahamat Zen Bada Abbas.
Le 4 février 2025, après la mise en la place de la nouvelle législature et l'élection du nouveau président de l'Assemblée nationale, il quitte ses fonctions et est remplacé par Ali Kolotou Tchaimi.
Le 4 mars 2025, Kabadi est nommé sénateur par le Président de la République. Le 7 mars 2025, il est élu président du Sénat.